# 1762 na literatura

## Eventos
- Jean-Jacques Rosseau: Do contrato social

## Nascimentos
| Data | Nome | Profissão | Nacionalidade | Observações | Ref |
| ---- | ---- | --------- | ------------- | ----------- | --- |

## Mortes
| Data         | Nome                 | Profissão | Nacionalidade | Observações | Ref |
| ------------ | -------------------- | --------- | ------------- | ----------- | --- |
| 21 de Agosto | Mary Wortley Montagu | escritora | Inglaterra    | m. 1689     |     |